# مصباح المتهجد

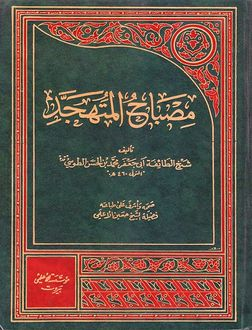
کتاب مصباح المتهجد چاپ بیروت

کتاب مصباح المتهجد نوشته شیخ ابو جعفر محمد بن حسن طوسی یکی از مهمترین و معتبرترین منابع مربوط به دعا و اعمال (عبادات) مستحب در طول ایام سال است که توسط شیخ ابو جعفر محمد بن حسن طوسی (۳۸۵ق ـ ۴۶۰ق) تألیف شده است. این کتاب بر اساس روایات معتبر نبوی و اهل بیت علیهم السلام تنظیم شده است. نام کامل آن مِصباحُ المُتَهجِّد و سلاحُ المُتَعَبّد است.
شیخ طوسی برای استفادهٔ عموم از این کتاب، به تلخیص آن دست زد و آن را مصباح المتهجد صغیر نام نهاد، البته اصل کتاب المصباح در دست نیست و کتاب حاضر در واقع همان تلخیص خود شیخ طوسی از اصل کتاب است.

## محتوای کتاب
احکام طهارت، نمازهای مستحبی، اعمال ماه‌ها از رمضان تا شعبان،
ضمناً اعمال مکه و مدینه و زیارت‌های امامان، و در پایان احکام جهاد و زکاة را آورده است.

## ترجمه فارسی
- ترجمه از سید علی بن محمد بن اسدالله امامی اصفهانی
- ترجمه از شیخ عباس قمی این ترجمه در حاشیه مصباح چاپ شده است.[۲]